# Vitt te

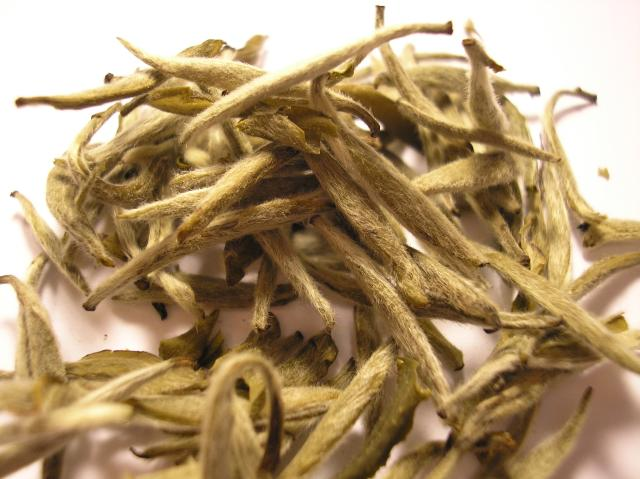
Bai Hao Yinzhen från Fuding i Fujianprovinsen anses vara den finaste graden av vitt te.

Vitt te (kinesiska: 白茶; pinyin: báichá), även kallat kejsarte, görs av unga och håriga bladknoppar. Det bereds på snarlikt sätt som grönt te, men det vita teet ångas eller steks inte efter skörd utan torkas direkt.
Vitt te producerades tills nyligen nästan uteslutande i Kina och framför allt i provinsen Fujian.

## Framställning
Knopparna kan skärmas från solljus för att förhindra bildandet av klorofyll. De små knopparna på buskarna täcks av ett silverfärgat hår som ger de unga bladen ett vitt utseende. I jämförelse görs grönt te av blad som är mer mogna än de som används i vitt te och får ibland vissna innan man ångar eller hettar upp bladen.

## Historia
Vitt te bör med sin enkla beredningsprocess vara likt den första sortens te som konsumerades - bortsett då från det som kokades direkt på färska blad. Den produkt som kallas "vitt te" i kinesiska historieböcker och såg ett uppsving under Songdynastin var dock en helt annan än den som framställs idag.

## Kända vita teer

### Kinesiskt ursprung
- Bai Hao Yinzhen (Silver needle eller Silvernålste) Den finaste klassen av Bai Hao Yinzhen ska vara kraftig, ljus till färgen och täckt av ett fint vitt hår. Formen ska vara mycket likartad, utan stammar eller blad. Det finaste teet plockas mellan den 15 mars och 10 april när det inte regnar och man använder enbart oskadade och oöppnade knoppar. Görs i stort sett uteslutande i Fujianprovinsen.
- Bai Mu Dan (White Peony) En klass under Bai Hao Yinzhen. Kommer också från Fujianprovinsen.
- Gong Mei (Tribute Eyebrow) Klassen under Bai Mu Dan.
- Shou Mei (Noble, Long Life Eyebrow) Ett fruktigt vitt te som har en något kraftigare smak än andra vita teer, snarlikt Oolong. Tillhör den fjärde klassen av vitt te och plockas senare än Bai Mu Dan och kan därför ha en något mörkare färg. Kommer från Fujian- och Guangxi.

### Annat ursprung
- Ceylon White Ett omtyckt te som odlas på Sri Lanka. Är ofta dyrare än det svarta teet från samma område.
- Darjeeling White Ett te från Darjeeling, Indien.

## Källhänvisningar
1. ↑   te i Nationalencyklopedins nätupplaga. Läst 23 februari 2015.